# Aspectos de la vida de Charles Dickens relativos a la Casa desolada

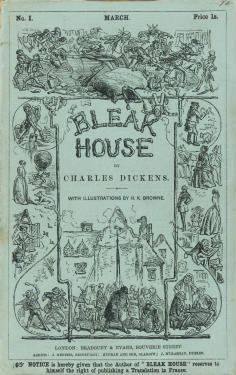
Cubierta del primer volumen de la Casa desolada (1852)

Los Aspectos de la vida de Charles Dickens relativos a la Casa desolada están en relación con la obra Casa desolada (Bleak House), publicada por Charles Dickens entre marzo de 1852 y septiembre de 1853, después en un volumen de este mismo año, contiene una serie de aspectos que pueden estar directamente relacionados con ciertos hechos en la vida del novelista.
De acuerdo con la crítica literaria que proviene del estructuralismo, la verdad de un texto se encuentra solamente en ese texto. Otro enfoque consiste en anclarlo en el trasfondo histórico del autor, lo que parece tanto más apropiado en el caso de Dickens, ya que el hombre se involucró en su obra, revelando directamente o entre líneas sus ideas, simpatías y odios, compartiendo incansablemente sus obsesiones y acciones militantes, aunque ello signifique disfrazarlas en términos de ficción. Además, Dickens nunca dejó de luchar contra los sistemas, teorías e ideologías que le parecían conducir a una forma de deshumanización.
De hecho, John Forster, su amigo y primer biógrafo, corroboró este enfoque cuando escribió: «Todo escritor debe expresarse a partir de su propia experiencia». El uso del verbo «deber» deja claro que no se trata de una posibilidad, sino de una obligación, a la que Dickens se suscribió plenamente, sobre todo porque escribió dos novelas en primera persona, David Copperfield, publicada justo antes de Casa desolada, y luego, diez años más tarde, Grandes Esperanzas, en las que también, aunque indirectamente, pone mucho de sí mismo. Por otra parte, La Casa desolada incluye, entre otros rasgos originales, dos narradores, uno de los cuales, Esther Summerson, es un personaje de la novela que habla en nombre propio y cuenta los hechos más personales, mientras que el narrador principal, que es únicamente un narrador, se encarga de los principales acontecimientos relacionados con todo el país.
George Ford y Sylvère Monod señalan que la preocupación de David Copperfield por los asuntos públicos es incidental, mientras que en la Casa desolada se ocupa esencialmente de los asuntos de actualidad. Consideran, sin embargo, que «sería un error subestimar [en la segunda] la importancia de los mundos privados […], y sería un gran error hacer lo mismo con la vida personal de Dickens en ese momento». También observan que el título Casa desolada es el nombre de una casa, un recordatorio de que la novela «también se ocupa de casas y hogares, tanto rurales como urbanos, y no únicamente de asuntos de interés público».
Los críticos, por lo tanto, se han centrado en las convergencias, tanto cercanas como lejanas, entre la infancia, la adolescencia, la vida privada y profesional de Dickens, y los acontecimientos, los personajes, las preguntas planteadas —y las respuestas a las mismas—, en definitiva, el conjunto coherente que constituye la novela.

## Infancia de Dickens y laCasa desolada
Además de ciertas cargas familiares, que a veces se remontan a varias generaciones, Dickens experimentó, después de un período encantador pasado lejos de la ciudad, varios despertares que le dejaron una profunda impresión, y luego sufrió traumas que quedaron grabados para siempre en su memoria. Cada uno de estos episodios encuentra un eco en su obra, indirectamente en la Casa desolada, ya que el autor pasa por dos narradores.

### Idealización del campo

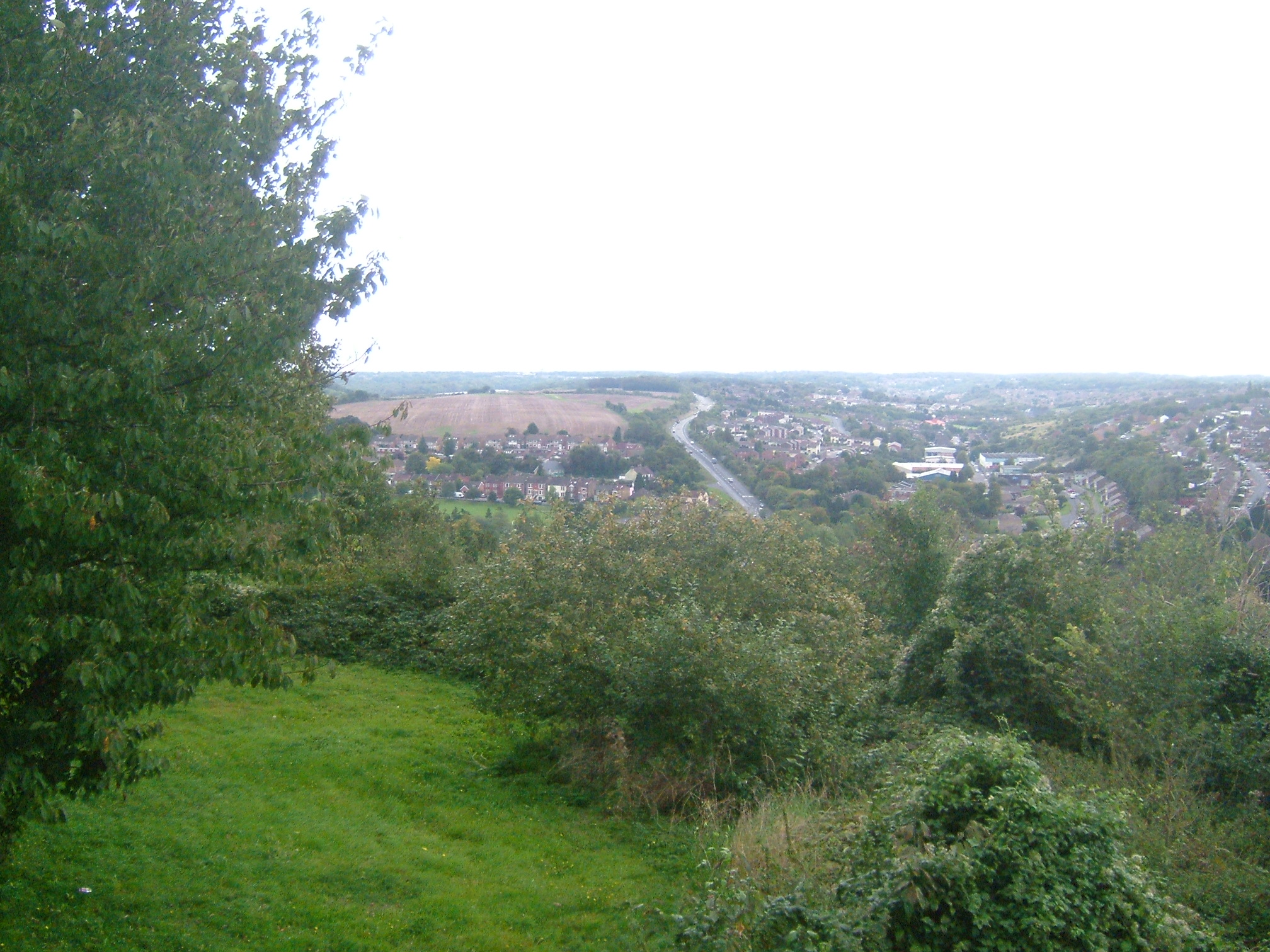
El campo alrededor de Chatham.

Dickens nació en 1812 y vivió, desde 1817 a 1822, entre su quinto y undécimo cumpleaños, los seis años más despreocupados de su vida, no lejos de Chatham en Kent, vagando libremente por el campo que más tarde continuó idealizando en prácticamente todas sus novelas. «Este período fue el más feliz de mi infancia», escribió.
La Casa desolada tiene muchos vestigios. Así, el hogar de Boythorn y la naturaleza que lo rodea son presentados allí como un posible paraíso por Esther Summerson y su pequeño grupo de guías durante su primer descubrimiento de los lugares:

Vivía en una bonita casa, que antiguamente servía de vicaría, y frente a la cual se extendía un amplio césped y al lado un jardín lleno de flores, al fondo estaba el huerto, todo rodeado por una vieja pared de ladrillos, y presentando la apariencia de una gran abundancia . El viejo callejón de tilos parecía un claustro de vegetación; los cerezos y los manzanos estaban cargados de frutos, las grosellas caían al suelo con las ramas dobladas bajo los racimos; las fresas y las frambuesas abundaban y los melocotones maduraban por centenares a lo largo de la espaldera. En medio de las tensas redes y marcos que brillaban al sol, había una increíble cantidad de vegetales de todo tipo, mientras que el aire se perfumaba con el vigorizante aroma de las plantas aromáticas, sin mencionar el que se añadía en los prados cercanos donde se hacía el heno.

Para la joven, el lugar se convierte en un refugio de convalecencia después de la enfermedad, un refugio regenerador después de cada período de melancolía, el lugar ideal para toda plenitud.

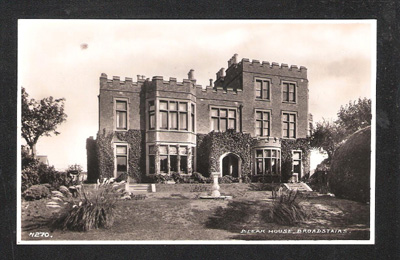
«Casa desolada» en Broadstairs (1920), lugar de vacaciones de Dickens, probablemente modelo de la casa del Sr.Jarndyce.

Muchos de los personajes también tratan de escapar de la mortal ciudad de Londres para ganar la libertad y la felicidad del campo, respondiendo con la ficción al secreto fervor del autor, quien, tras su divorcio en 1845, regresa a vivir en Gad's Hill Place, no muy lejos de su antigua casa en Chatham. Y aunque algunos están obligados profesionalmente a permanecer en la capital, siempre que pertenezcan a la categoría de buenos personajes, es decir, que cuenten con la aprobación de Dickens, a menudo intentan recrear un pequeño espacio rural a su alrededor. Es el caso de los Bagnet, que hacen un punto de veneración de lo que ellos llaman «la verdura», constantemente lavada y finalmente hervida para acompañar un trozo de cerdo o de carne de vaca el domingo; su casa, sus utensilios, su comida, su higiene doméstica, todo nos recuerda la buena salud de una vida sencilla y rústica:

Malta y Quebec piden a los dos camaradas que vengan a honrar el cerdo y las coles verdes de la señora Bagnet, quien pronuncia una pequeña bendición antes de la comida y la distribuye metódicamente, añadiendo a cada porción de carne la ración de col, patatas e incluso mostaza, que pertenece a cada uno. Distribuye la cerveza, y, cuando ha provisto las necesidades de los invitados, se prepara para satisfacer su apetito, que no carece de cierto vigor. La vajilla, si se puede decir así, está compuesta principalmente por utensilios de cuerno y de peltre, que han hecho campaña en las cinco partes del mundo. ... Cuando la comida ha terminado, la señora Bagnet, con la ayuda de sus hijos, que están ocupados cocinando sus propios platos, tazas, cuchillos y tenedores, vuelve a sacar brillo a los platos de peltre y los vuelve a poner en la cómoda, pero barre alrededor de la chimenea para que el señor Bagnet y su amigo puedan empezar a fumar. Estas tareas domésticas requieren un ir y venir interminable en el pequeño patio trasero, y una enorme cantidad de agua; finalmente se saca un último cubo, que se utiliza para las abluciones del ama de casa.

### Conciencia de la jerarquía social

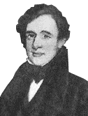
John Dickens, el padre de Charles Dickens.

Este período de la infancia de Dickens también estuvo marcado por su conciencia de la situación social de su familia. Su padre, John Dickens, un simple oficinista, pertenecía a la clase media baja, y su abuela, una antigua ama de llaves en la casa de un marqués, aunque en lo alto de la jerarquía doméstica, permanecía confinada a una categoría inferior.
En la Casa desolada, la ama de llaves de "Chesney Wold", la Sra. Rouncewell, considerada con gran respeto por sus empleadores, lo que es relativamente raro en Dickens, se parece mucho a esta antepasada;  y su hijo George, una simpática oveja negra de la familia, carente de sentido práctico pero dotado de nobles principios, a quien Dickens trata con humor benévolo, no deja de ser una analogía con John Dickens, que es incapaz de la más mínima gestión familiar. Por otro lado, el Sr. Rouncewell, el hijo sin nombre de la Sra. Rouncewell, un hombre que empezó de la nada y forjó un imperio de hierro, o el inspector Bucket tan lleno de recursos, recuerdan con el ejemplo una de las virtudes cardinales de la grandeza victoriana, es esta autoayuda que Dickens se aplicó a sí mismo, lo que hace que uno deba su éxito solamente a sí mismo.

### Secretos vergonzosos
Hay algunos secretos que pesan mucho en el círculo familiar dickensiano y que se consideran vergonzosos, además de la ascendencia doméstica, el abuelo materno, Charles Barrow, primero relativamente bien situado en la jerarquía de la Marina, y más tarde funcionario del Tesoro, tuvo que huir del país en 1810, acusado de una importante malversación de fondos. La investigación estableció que había falsificado cuentas en beneficio propio, lo que le llevó a vivir en el exilio, al parecer en la Isla de Man, hasta 1826, cuando su nieto había alcanzado la edad de catorce años. Era una figura lo suficientemente importante en la familia como para que Dickens recibiera su nombre de pila.
En la Casa desolada, el secreto juega un papel estructural importante en la determinación del personaje, y por lo tanto de la narrativa, de Esther Summerson, con la que Dickens parece identificarse en gran medida. Como él puede haberse sentido, Ester es subjetivamente culpable pero objetivamente inocente; como él, también es una víctima llamada a forjar su respetabilidad; como él, finalmente, expresa una enorme necesidad de sentirse amada. Dickens, de hecho, nunca dejó de complacer a su público, de buscar la admiración por su arte y los nobles principios morales que defendía. Una de las funciones de la narración de Ester es encarnar sus obsesiones personales, mientras que en su lugar confió al narrador en tercera persona para representar su penacho como escritor.

### Los libros
Dickens se crio en una familia cada vez más numerosa, y pronto el niño enfermizo se refugió en la lectura, una escena que recrea en ''David Copperfield'':

Mi padre había dejado una pequeña colección de libros en un armario del segundo piso; mi habitación estaba al lado, y nadie pensó en esa biblioteca. Poco a poco Roderick Random, Peregrine Pickle, Humphrey Clinker, Tom Jones, El vicario de Wakefield, Don Quijote, Gil Blas y Robinson Crusoe, salieron, como glorioso batallón, de esta pequeña y preciosa habitación para hacerme compañía. Mantuvieron viva mi imaginación; me dieron la esperanza de que un día podría escapar de este lugar. Ni estos libros, ni las Mil y una Noches, ni las historias de los genios me hicieron daño, porque el mal que se podía encontrar allí no me llegó, no entendí nada al respecto.

Autores citados

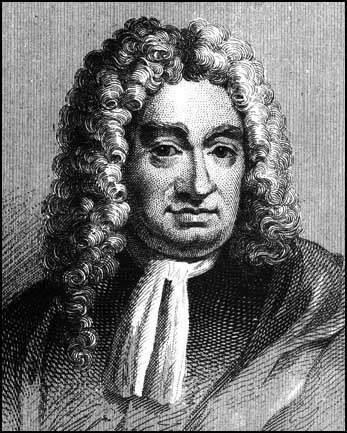
Daniel Defoe.
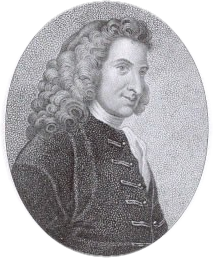
Henry Fielding.
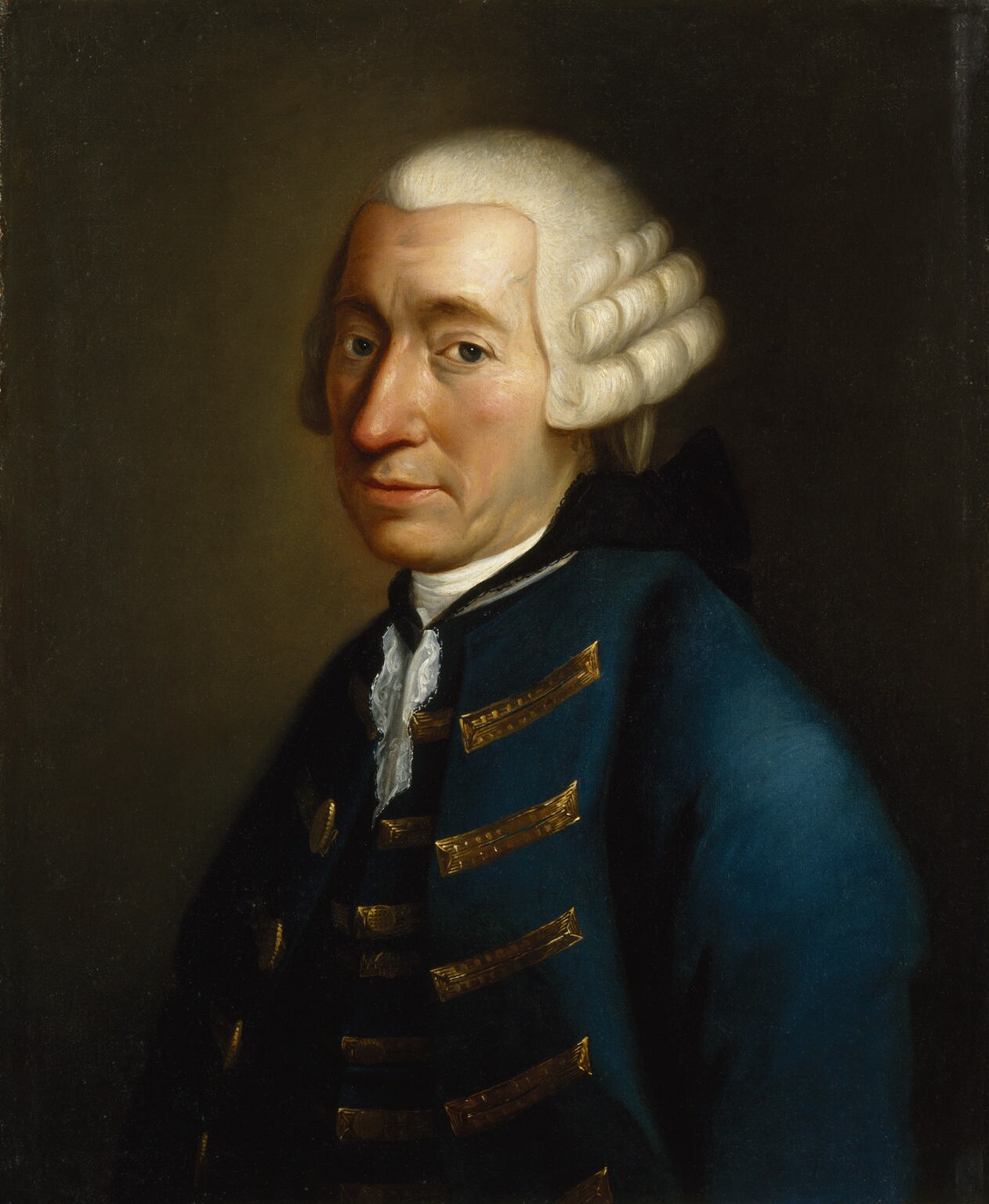
Tobias Smollett.
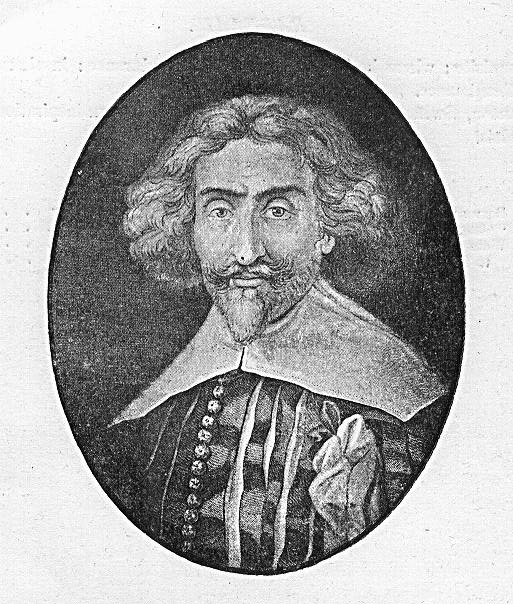
Miguel de Cervantes.
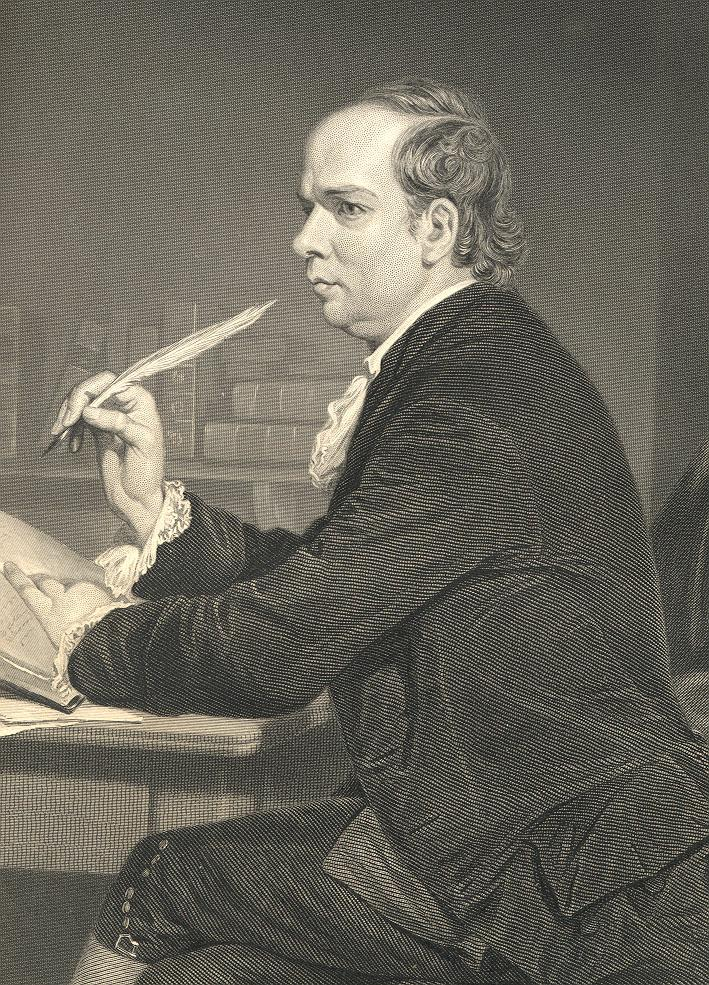
Oliver Goldsmith.
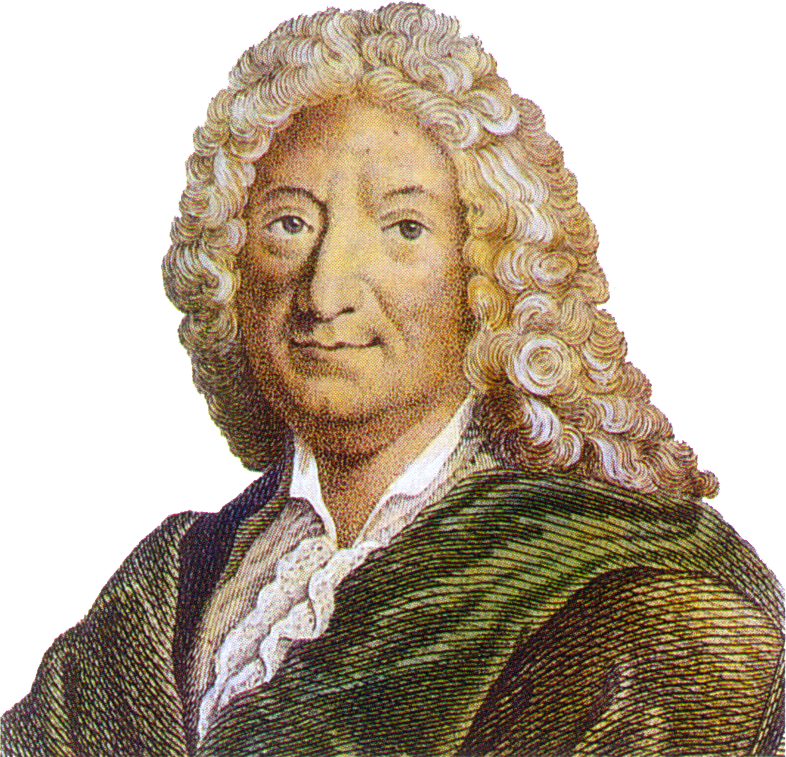
Alain-René Lesage.

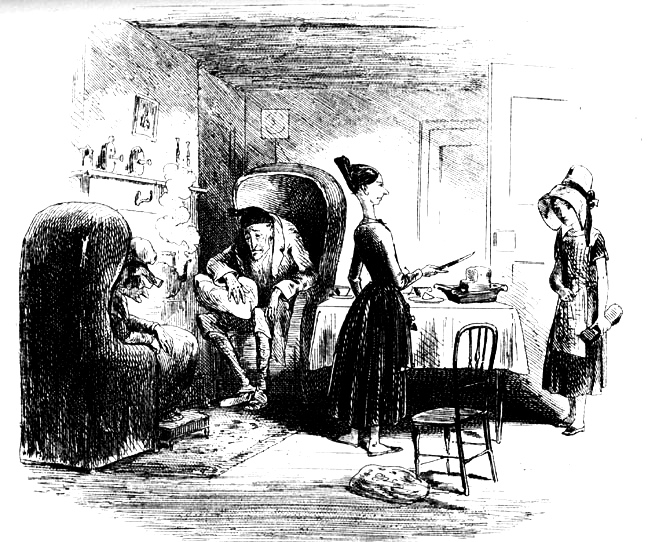
La familia Smallweed vista por Phiz.

A esta lista se añaden los Cuentos de Perrault, y en la novela encontramos personajes de cuentos de hadas, buenos o malos. Entre los buenos se encuentran John Jarndyce, un amable pero algo excéntrico padre sustituto; Allan Woodcourt, un príncipe de hoy en día, una especie de San Jorge que se va y vuelve para ganar el corazón de su amada; Ada Clare, Esther Summerson, especialmente, cuya historia corresponde al esquema definido por Marthe Robert, según la cual, una vez retirado el maravilloso dispositivo, «[en el cuento de hadas] todos los elementos se combinan para un final necesariamente feliz [...] El final del cuento es, por lo tanto, literalmente su finalidad»; los Bagnet, compañeros leales; el inspector Bucket, el nuevo mago; la cohorte de fieles sirvientes, Rosa, Charley, Phil Squod.
Entre los villanos, dominan la Srta. Barbary y la Srta. Rachel, la futura Sra. Chadband, las odiosas amas de casa; Vholes, un Merlín del mal, los Smallweed, deformes enanos, incluyendo la abuela, una bruja en escoba, el abuelo, un repulsivo elfo, la hija, una marioneta dislocada y cruel, la pequeña huérfana a su servicio, una pobre muñeca víctima de su sadismo. Además, Dickens insiste en que esta familia no posee ningún libro y, por consiguiente, nunca lee, lo que explica en parte todo esto.
Entre las novelas de los maestros del siglo XVIII, y aunque George Orwell escribió que el parecido entre Smollett y Dickens sigue siendo muy superficial,
Roderick Random parece haber influido en la Casa desolada, al menos en lo que respecta al personaje de Richard Carstone, que se embarca en una aventura en el camino de la vida, pero es aplastado por el sistema que pensaba que podía dominar, mientras que, a través de una inversión de la fortuna, Roderick, que también fue arrojado al principio, de repente encuentra el amor y la riqueza de nuevo.

## La adolescencia de Dickens y laCasa desolada
En 1822, cuando Dickens tenía 10 años, su padre fue trasladado a Londres donde su familia se reunió pronto con él, al igual que el albañil de La Casa desolada que le siguió después. El joven viaja solo en un trineo, y es digno de mención que en la novela, aunque el sistema ferroviario está en plena expansión en 1845, todo el viaje es por carretera, lo que situaría la acción en la década de 1820.

### Le dénuement familial

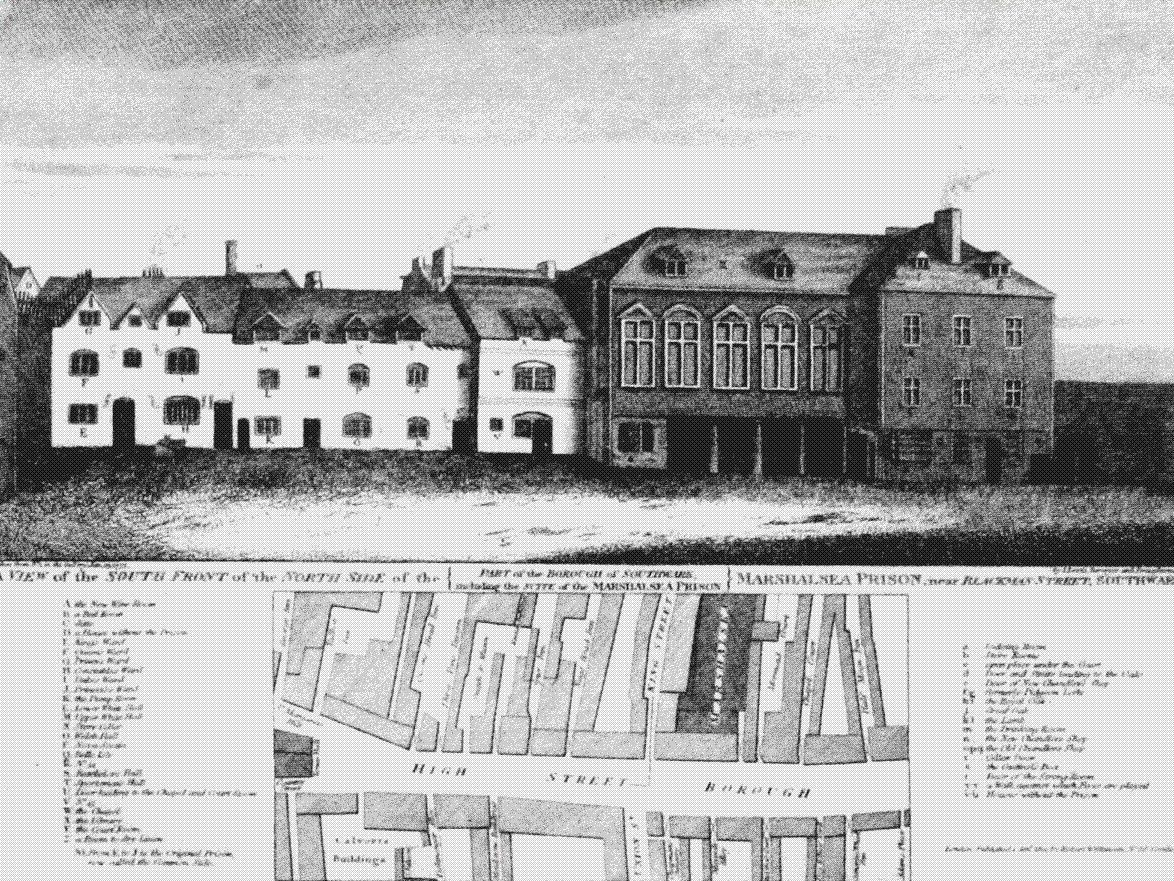
La prisión de Marshalsea a finales del.

Esta mudanza conlleva una serie de hechos dramáticos, principalmente por la falta de dinero que obliga a la familia a cambiar de residencia varias veces. De hecho, el dinero está por todas partes en la Casa desolada y, a nivel personal, más particularmente en Skimpole, que dice no tenerlo, y en Jarndyce, que lo posee sin haberlo ganado a través del trabajo. Estos opuestos representan cada uno una faceta estilizada de John Dickens, tanto irresponsable como el primero como una benevolente indiferencia como el segundo. Muchos personajes también carecen de dinero, a veces por obra propia o de su familia: el Sr. Jellyby conoce la quiebra, pero es su esposa quien tiene la responsabilidad; George Rouncewell, la señorita Flite, el señor Gridley, Richard Carstone, a la espera del fallo del tribunal, están en dificultades, y el señor Smallweed aprovecha la oportunidad para prestar a tipos usureros, de ahí la implacabilidad de Dickens contra él, quien conocía la codicia de los acreedores de los que era víctima su padre.
Como consecuencia lamentable de la miseria, el joven Charles fue retirado de la escuela y, según él, «degeneró hasta el punto de encerar las botas de mi padre, cuidar a mis hermanos y hacer pequeños recados». A lo largo de su vida, «[él] siempre se asombró de que pudiera deshacerse de [él] tan fácilmente a esta edad», y su trabajo, escrito por Forster, le ha parecido particularmente desagradable. Se siente traicionado, abandonado, reducido al rango de sirviente como sus abuelos. Entonces se identifica con Charley, esta chica a la que le da un nombre de chico, el de él mismo.

### Trabajos forzados

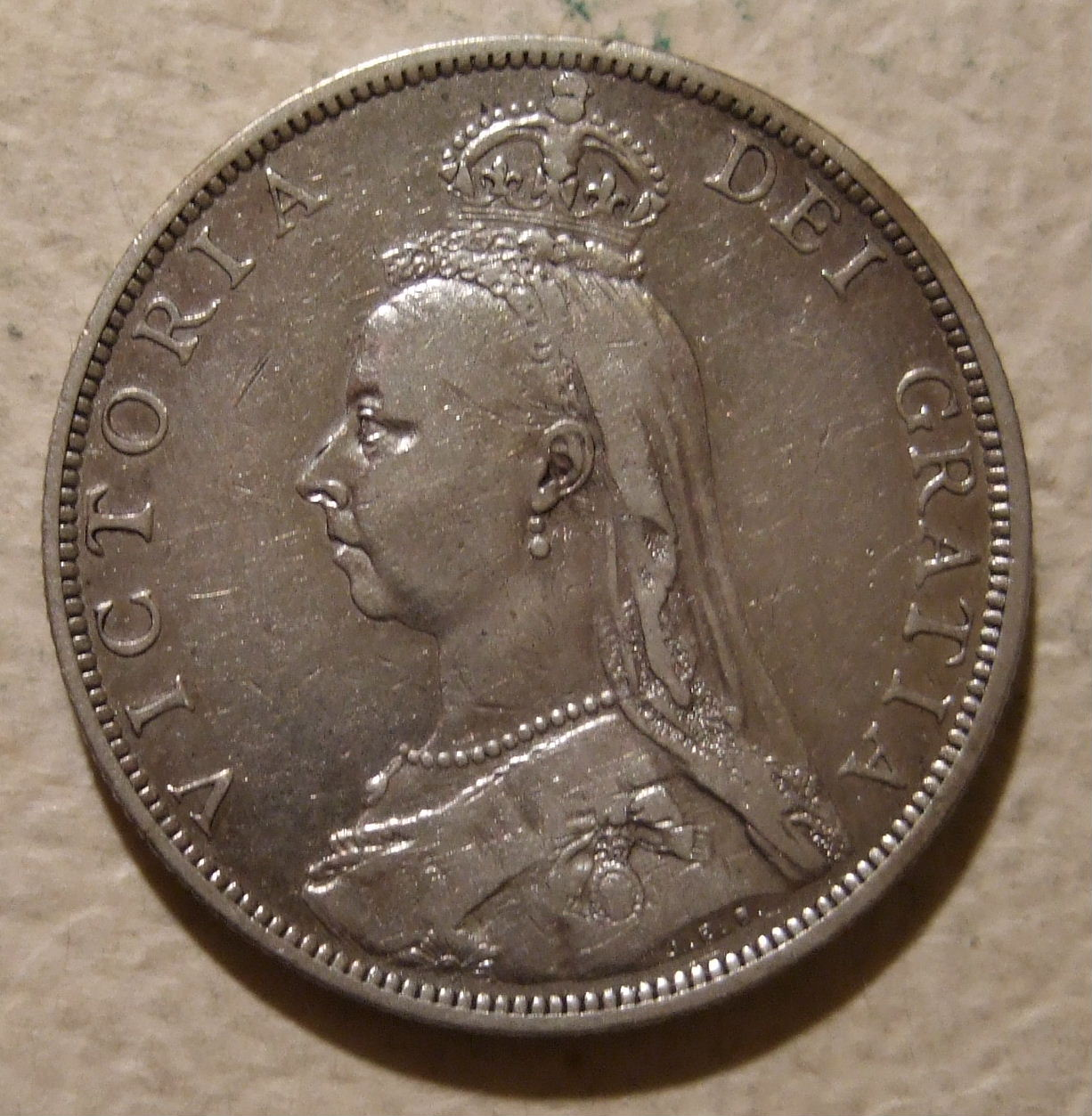
Media corona con la efigie de la Reina Victoria.

El encarcelamiento del padre por deudas en Marshalsea, se encuentra en la Casa desolada, ya que, como en casi todas las obras de Dickens, la novela incluye una prisión. George Rouncewell es arrestado por dos cargos: como el padre de Dickens, ha pedido prestado dinero que no puede devolver, y a efectos de la trama, se convierte en sospechoso en el caso del asesinato de Tulkinghor.
Por otro lado, el empleo del joven Charles en la Fábrica de Cera de Warren lo perseguirá para siempre. Como nos recuerda Louis Cazamian, «lo asociará con el arrepentimiento de su infancia abandonada, su educación perdida.... El trabajo manual le dejó la impresión de una profanación». Este sufrimiento físico y la desesperación moral se reflejan en el destino del pequeño Jo, el barrendero de la encrucijada que comienza su tarea una y otra vez en el aislamiento y el olvido de todos, excepto de Snagsby, que le da una media corona para aliviar su conciencia, y luego de Esther y Woodcourt, que vienen en su ayuda, pero demasiado tarde.

### La «traición» maternal
Otro trauma, la actitud de su madre, opuesta a la idea de enviar a Charles de vuelta a la escuela después de la liberación de su marido, conduce a un resentimiento que sigue vivo treinta años más tarde cuando escribe en los Extractos Autobiográficos confiados a John Forster: «...no he olvidado nada, nunca lo olvidaré, es imposible para mí olvidar, por ejemplo, que mi madre estaba muy ansiosa por que yo volviera a la casa de Warren», una herida que explica los niños pequeños abandonados o dejados a su suerte, con los que Dickens pobló su trabajo, Oliver, Nell, Smike, Jo, David, Amit, Pip, etc., y que fue el único que pudo volver a la escuela.
En la Casa desolada, madres como la Sra. Jellyby, la Sra. Pardiggle y la Sra. Woodcourt añaden su negligencia a la incoherencia de padres como Harold Skimpole, Deportment Turveydrop y el Sr. Chadband. Todas ellas son también «malas esposas», a diferencia de la Sra. Rouncewell, la Sra. Bagnet, luego Caddy e incluso Ada, todas ellas llenas de atención protectora y que se preocupan por la felicidad de su hogar, aunque sin éxito para esta última. Como en David Copperfield donde Peggotty, luego la tía Betsy toman el relevo de Clara, la adorable madre muerta del héroe, la madre por excelencia es una madre sustituta en la figura de Esther que, lejos de reproducir el esquema que conoció con la Srta. Barbary, rompe la cadena de la desgracia por su afectuosa devoción a Ada, Jo, Charley, Caddy, y luego a sus propios hijos. En cuanto a John Dickens, que nunca cayó en desgracia a los ojos de su hijo a pesar de su inconsistencia financiera, y que murió en 1851, dos años antes de la Casa desolada, es posible que inspirara ciertas facetas de personajes como el Sr. Jellyby, víctima de su esposa, e incluso el Sr. Vholes, perjudicial para Richard, pero buen hijo y buen padre, por no hablar del Sr. Jarndyce, lo suficientemente paternal hacia el final de la novela como para hacernos olvidar su primera pequeña preocupación por sí mismo.

## Vida profesional y privada de Dickens y laCasa desolada
Dickens dejó la escuela a la edad de 15 años para entrar en la vida profesional, cuyas experiencias se pueden encontrar en sus novelas y, en mayor o menor medida, en la Casa desolada.

### Primeros empleos y amor por el teatro
En primer lugar se convirtió en un empleado subalterno, es decir, un empleado de un bufete de abogados, actividad que sirvió de base para sus descripciones de las instituciones tradicionalmente reservadas a la profesión jurídica, como el Lincoln's Inn, mencionado a menudo en la novela, uno de los cuatro Inns de la Corte —literalmente "Inn de la Corte"—, y los lugares correspondientes, como el Lincoln's Inn Field, donde se encuentran las oficinas del abogado de la aristocracia, Tulkinghorn, y sus empleados, Guppy y Weevle. También tuvo la oportunidad de contemplar la burocracia que presenta en su sátira implacable de la Cancillería, con la que él mismo tuvo que lidiar por los derechos de autor, ya que el tribunal finalmente falló a su favor, pero con costos superiores a las sumas adjudicadas. Sus esfuerzos por dominar la taquigrafía le llevaron a ser reportero-periodista en la Cámara de los Comunes, lo que le hizo a viajar por las provincias en diligencia, un medio de transporte que se encuentra en la Casa desolada, frecuentando relevos y posadas en Birmingham, Bristol, Edimburgo, Exeter, Hemlsford y Kettering, y sobre todo para inspeccionar la capital, que se convirtió, como escribió Michael Allen, en «el centro neurálgico de su vida», tantos recuerdos que inspiraron la descripción de distritos malditos como el de «Tom-All-Alone» o el de los llamados «masones».
También profundizó en su amor por el teatro, William Shakespeare, así como por el music-hall, la farsa o el drama, un teatro que, según Forster, frecuentaba casi a diario y del que conocía a actores y músicos. Aunque, no sin vacilación, eligió las letras, añade Michael Allen, se entrega a la actuación, vistiéndose con una extravagancia muy llamativa, y observa a la gente, imitando acentos y haciendo mimo de los manierismos, todo ello encontrado en sus libros. Las novelas de Dickens son, de hecho, proscenios y escenas que, según Felipe V. Allingham, «rebosante de acción y resonando con voces [de] todas las clases y condiciones». Su teatralidad se revela a través de situaciones de existencias, como la oferta de matrimonio del anciano guardián al joven pupilo, a veces sentimental hasta el punto de exagerar, como la muerte de Jo, y a través del leitmotiv de las etiquetas de discurso, como las metáforas de Sir Leicester para las puertas y esclusas, Tal vez inspirado por la actuación del actor Charles Matthews (1776-1835), un virtuoso de las interpretaciones en solitario, o por declaraciones redundantes de énfasis, especialmente las de Chadband, sin duda sugeridas por el otro gran amigo del teatro, William McReady, conocido por su dicción de declamación. Esta es una forma de escribir dirigida no a la élite, sino a las clases medias y trabajadoras que Dickens sinceramente pretendía promover a través de la educación. Este tema está muy presente en la Casa desolada, especialmente en el Sr. Rouncewell, el herrero que, a diferencia de Sir Leicester, que está dispuesto a encontrar una sinecura incluso para sus «primos debilitados», rechaza los pases y solamente valora los esfuerzos de cada uno para ascender con dignidad en la jerarquía social.

### Cuatro mujeres
El decepcionado amor de Dickens por Maria Beadnell, a la que sus padres banqueros alejaron por miedo a un desajuste, permaneció con él desde 1830. En 1855, veinticinco años después de este reencuentro y dos años después de la publicación de la Casa desolada, abrió de nuevo su corazón a su amigo John Forster. Aunque María no fue muy receptiva a su regreso de París después de cuatro años, no es en vano ver en este doloroso episodio una de las razones que llevaron al novelista a crear el personaje de Lady Dedlock, que sacrifica su primer amor para casarse con un hombre rico. Nunca la condena por haber tenido una aventura amorosa y un hijo fuera del matrimonio, al contrario, ya que el crimen que expía es haber traicionado su corazón durante tanto tiempo.
Y su juicio sobre su propia esposa, a la que acusa de ser una madre negligente, puede haberle impulsado a afinar sus retratos de mujeres como la Sra. Jellyby y la Sra. Pardiggle. Además, Dickens era un padre exigente, deseoso de ver a sus hijos entrar en la fuerza de trabajo pronto y con éxito, como él mismo había hecho. A veces se decepcionaba, de ahí, probablemente, su inflexible denuncia de las indecisiones de Richard Carstone, un joven de mente débil cuyo declive siguió hasta su muerte.

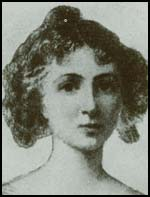
Maria Beadnell en su juventud.
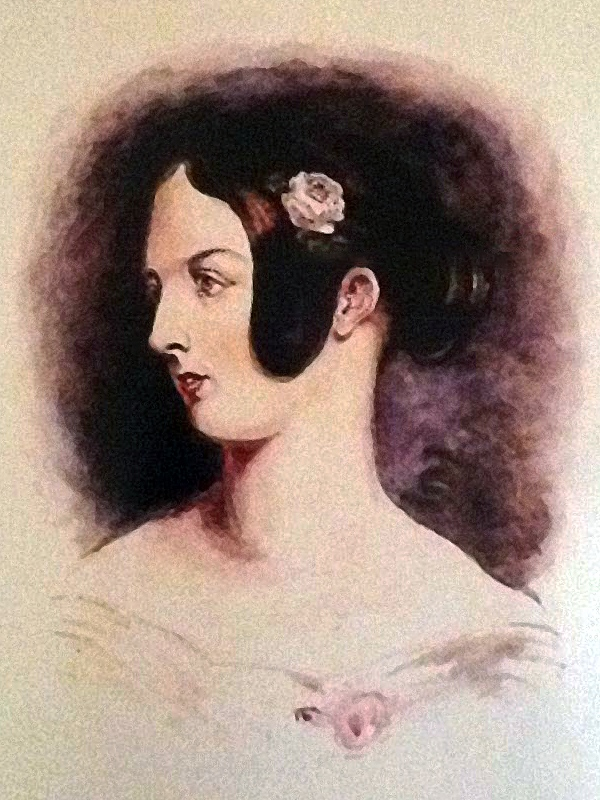
Mary Hogarth.
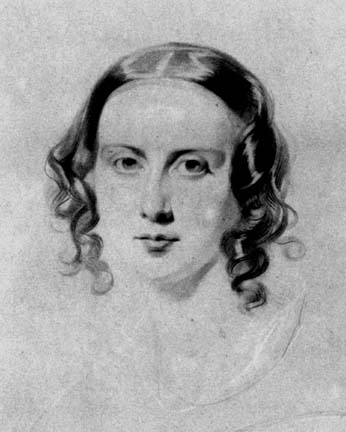
Catherine Hogarth alrededor de 1838.
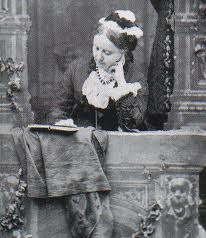
Georgina Hogarth, en su madurez.

Dos de sus cuñadas significaban mucho para él, Mary Hogarth, y Georgina Hogarth. La primera, que murió en sus brazos a la edad de 17 años, fue idealizada en figuras de «ángel del hogar», como Ada Clare en la Casa desolada y en cierto modo Esther Summerson, cada una con un nombre que evoca la pureza del sol. Georgina, que siguió a Dickens después de su divorcio y permaneció con él hasta su muerte, cuya discreta eficiencia elogió, se parece mucho a Mrs Rouncewell, la diligente institutriz de la familia Dedlock, e incluso a Esther en su papel de ama de llaves y madre de alquiler. Sin embargo, a diferencia de Georgina que rechazó todos los pretendientes que se le presentaron, Dickens insistió en dar a estos últimos un estatuto femenino más cumplido, ya que, después del episodio de la propuesta de matrimonio emanada de Jarndyce, puede finalmente casarse con el hombre que ama, valiente como ella, Allan Woodcourt. En resumen, Esther Summerson representaría a Georgina como realmente quería que fuera.

### Texto
- Dickens, Charles (1977).  W. W. Norton & Co., ed. Bleak House (en inglés). Nueva York. ISBN 978-0-393-09332-2., prefacio y notas de George Ford y Sylvère Monod.

### Traducción en francés
- Dickens, Charles (1896). Bleak-House (Mme H. Loreau, sous la direction de Paul Lorain, trad.) (en francés). París: Hachette.

### Obras generales
- Schlicke, Paul (2000). Oxford Reader’s Companion to Dickens (en inglés). Nueva York: Oxford University Press. ISBN 978-0-19-866253-2.
- Davis, Paul (1999). Charles Dickens from A to Z (en inglés). Nueva York: Checkmark Books. ISBN 978-0-8160-4087-2.
- Jordan, John O. (2001). The Cambridge companion to Charles Dickens (en inglés). Nueva York: Cambridge University Press.
- Paroissien, David (2011).  Wiley Blackwell, ed. A Companion to Charles Dickens (en inglés). Chichester. ISBN 978-0-470-65794-2.
- Davis, Paul (2007). Critical Companion to Charles Dickens, A Literary Reference to His Life and Work (en inglés). Nueva York: Facts on File, Inc. ISBN 978-0-8160-6407-6.

### Obras específicas

#### Charles Dickens y su obra
- Dickens, Charles (2002). The Letters of Charles Dickens, Pilgrim Edition (en inglés) 12. Oxford: Clarendon Press. ISBN 978-0-19-924596-3.
- Forster, John (1872-1874). The Life of Charles Dickens (en inglés). Londres: J. M. Dent & Sons.
- Cazamian, Louis (1934). Le roman social en Angleterre, 1830-1850 : Dickens, Disraeli, Mrs Gaskell, Kingsley (en inglés). París: H. Didier.
- Monod, Sylvère (1953). Dickens romancier (en francés). París: Hachette.
- Adrian, Arthur A. (1971). Georgina Hogarth and the Dickens circle (en inglés). Nueva York: Kraus., d'abord publié par Oxford University Press en 1957.
- Butt, John; Tillotson, Kathleen (1957). Dickens at Work (en inglés). Londres: Methuen.
- Hillis-Miller, John (1958). Charles Dickens, The World of His Novels (en inglés). Harvard: Harvard University Press. ISBN 978-0-674-11000-7.
- Johnson, E. D. H. (1969). «Charles Dickens : An Introduction to His Novels». Random House Study in Language and Literature Series (en inglés). Nueva York: Random House.
- Dyson, A. E. (1970).  Macmillan, ed. The Inimitable Dickens (en inglés). Londres. ISBN 978-0-333-06328-6.
- Brook, George Leslie (1970). The Language of Dickens (en inglés). Londres: A. Deutsch.
- Wilson, Angus (1972). The World of Charles Dickens (en inglés). Harmondsworth: Penguin Books. ISBN 978-0-14-003488-2.,
- Slater, Michael (1983). Dickens and Women (en inglés). Londres: J. M. Dent & Sons, Ltd. ISBN 978-0-460-04248-2.
- Welsh, Alexander (1986). The City of Dickens (en inglés). Cambridge (Mass.) y Londres: Harvard University Press.
- Tomalin, Claire (1991). The Invisible Woman. The Story of Nelly Ternan and Charles Dickens (en inglés). Nueva York: Knopf. ISBN 978-0-14-012136-0.
- Ackroyd, Peter (2002). Charles Dickens (en inglés). Londres: Vintage. ISBN 978-0-09-943709-3.
- Pritchard, R. E. (2009). Dickens's England. Life in Victorian Times (en inglés). Stroud, Gloucestershire: The History Press.
- Tomalin, Claire (2012). Charles Dickens, a life (en inglés). Hardmondsworth: Penguin. ISBN 978-0-14-103693-9.
- Ackroyd, Peter (1992). Dickens (en inglés). Nueva York: Harper Perennials. ISBN 978-0-06-092265-8.
- Storey, Gladys (1939). Dickens and Daughter (en inglés). Londres: Muller.
- Nayder, Lillian (2010). The other Dickens, a life of Catherine Hogarth (en inglés). Ithaca, NY: Cornell University Press. ISBN 978-0-8014-4787-7.
- L'enfance orpheline et la défaillance parentale dans les romans de Dickens : le génie stylistique de l'écrivain engagé (en francés). Nancy: Université Nancy 2. 1997.

#### Casa desolada
- Ferrieux, Robert (1983). Bleak House (en inglés/francés). Perpignan: Université de Perpignan Via Domitia.
- Bloom, Harold (1987). Dickens's Bleak House (en inglés). Londres: Chelsea House Pub. ISBN 978-0-87754-735-8.
- Orwell, George (22 de septiembre de 1944). Tobias Smollett.Scotland's Best Novelist (en inglés). Londres: Tribune.

#### Esther Summerson
- Broderick, James H.; Grant, John E. (1958). «The Identity of Esther Summerson». Modern Philology (en inglés). Chicago: The University of Chicago Press.
- Wilt, Judith (1973). «Confusion and Consciousness in Dickens's Esther». Nineteenth-Century Fiction (en inglés). Berkely: University of California Press., p.275 sq.
- Eggert, Paul (1980). «The Real Esther Summerson». Dickens Studies Newsletter, vol. 11 (en inglés).,p.74-81.
- Frank, Lawrence (1975). «Through a Glass Darkly, Esther Summerson and Bleak House». Dickens Studies Annual, vol. 4 (en inglés). Brooklyn: AMS Press, Inc., p.92 sq.

#### Otros personajes
- Blount, Trevor (1966). «Sir Leicester Dedlock and 'Deportment' Turveydrop, Some Aspects of Dickens's use of parallelism». Nineteenth-Century Fiction, vol. 21, No. 2 (en inglés). Berkeley: University of California Press. p. 149 sq..
- Quirk, Eugene F. (1973). «Tulkinghorn's Buried Life, a Study of Character in Bleak House». The Journal of English and Germanic Philology, vol. 72, No. 4 (en inglés). Urbana, IL 61801: University of Illinois Press. p. 526 sq..
- Sucksmith, Harvey Peter (1975). «Sir Leicester Dedlock, Wat Tyler and the Chartists in Bleak House, the Role of the Ironmaster in Bleak House». Dickens Studies Annual. Essays on Victorian Fiction, vol. 4 (en inglés). Brooklyn, N. Y. 11205-1073: AMS Press, Inc. ISBN 978-0-404-18524-4..

#### Sociedad e historia
- Butt, John (1955). «Bleak House in the Context of 1851». Nineteenth-Century Fiction, 10.1 (en inglés). pp. 1-21..
- Blount, Trevor (1963). «Society and the Sloane Scandal of 1850 Again». The Review of English Studies, New Series, vol. XIV (en inglés). Oxford: Oxford University Press. p. 63..
- Blount, Trevor (septiembre de 1964). «The Chadbands and Dickens's View of Dissenters». Modern Language Quarterly, 25(3) (en inglés). Washington: University of Washington Press. pp. 295-307. .
- Blount, Trevor (julio de 1965). «Dickens's Slum satire in Bleak House». The Modern Language Review, vol. 60, No. 3 (en inglés). Modern Humanities Research Association Stable. pp. 340-351.  «La satire des taudis». jstor.org. Consultado el 11 de abril de 2013..
- Collins, Philip (1967). «Bleak House and the Sloane Scandal of 1850». Dickens Studies, vol. 3 (en inglés). Los Angeles: University of California Press. p. 63..
- Moers, Ellen (1973). «Bleak House, the Agitating Women». The Dickensian, 69 (en inglés). pp. 13-24..
- Ayres, Brenda (1998). Dissenting Women in Dickens' Novels. The Subversion of Domestic Ideology (en inglés). Westport, CT: Greenwood Press.